# Muerte de Ashli Babbitt
El 6 de enero de 2021, Ashli Babbitt murió de un disparo mientras participaba en un asalto armado al Capitolio de los Estados Unidos. 
Babbitt, una mujer californiana de 35 años, formaba parte de una masa de partidarios del entonces presidente de Estados Unidos, Donald Trump, que entraron por la fuerza y provistos de armas en el Capitolio de ese país para anular los resultados de las elecciones presidenciales de 2020.
Babbitt trepó e intentó entrar al vestíbulo de acceso a la Cámara de Representantes a través de una ventana rota junto a una puerta barricada y un oficial de la Policía del Capitolio de los Estados Unidos (USCP, por sus siglas en inglés) le disparó en el hombro izquierdo.     Después de que un equipo de respuesta de emergencia de la USCP le atendiera, Babbitt fue transportada al Washington Hospital Center, donde falleció.  La USCP consideró que la acción de dispararle fue "legal y dentro de la política del Departamento" y "potencialmente salvó a los miembros (del Congreso) y al personal de lesiones graves y posiblemente la muerte". 

## Antecedentes

### Intentos de anular las elecciones de 2020
Después de que Joe Biden ganó las elecciones presidenciales de Estados Unidos de 2020,  el entonces presidente Donald Trump llevó a cabo un esfuerzo agresivo y sin precedentes  para anular las elecciones   con el apoyo y la intervención de su campaña, sus representantes, sus aliados políticos y muchos de sus partidarios. Estos esfuerzos culminaron el 6 de enero de 2021 con el ataque al Capitolio de los Estados Unidos, el mismo día de la certificación del recuento de votos del Colegio Electoral por parte del Congreso.
Babbitt, de 35 años, fue criada en una familia mayoritariamente apolítica cerca de San Diego, California.  En 2004, se alistó en la Fuerza Aérea de los Estados Unidos, donde sirvió 12 años. Pasó seis años de servicio en una unidad de "Guardianes de la Capital" de la Guardia Nacional Aérea del Distrito de Columbia, cuyo mandato es defender la región de Washington D. C. y sofocar los disturbios civiles.  
En 2018, Babbitt regresó a California con su segundo marido, Aaron Babbitt, y compraron un negocio de mantenimiento de piscinas donde trabajaba con su hermano y varios otros familiares. 
Babbitt votó por Barack Obama al menos una vez. Un usuario de Twitter le preguntó el 15 de noviembre de 2018 si había "apoyado a Obama de la misma manera que [ella] apoyó a Trump". Babbitt respondió "[...] sí, le apoyaba [...] Creo que Obama hizo grandes cosas... hizo algunas cosas mal... pero creo que hizo mucho bien... en un momento en el que le necesitábamos. ¡Voté por él!  Más tarde se registró como libertaria . 
Según su hermano, ella se sentía frustrada por asuntos como el número de personas sin hogar en San Diego y las dificultades para gestionar una pequeña empresa.  Mientras se esforzaba profesionalmente, Babbitt llegó a adherirse a la extrema derecha radical. El 1 de julio de 2019, un juez dictó una sentencia contra su negocio y le multó $71.000 por no pagar un préstamo. Durante esa misma época Babbitt empezó a apoyar a Donald Trump y comenzó a seguir y promover teorías de conspiración .  En noviembre de 2019, Babbitt tuiteó sobre Pizzagate, una teoría de conspiración según la cual altos cargos del partido demócrata estaban operando una red de tráfico sexual de niños .  En febrero de 2020, Babbitt apoyó públicamente a QAnon, otra teoría de conspiración más amplia de la extrema derecha que amplió las afirmaciones del Pizzagate al agregar el concepto de una camarilla mundial de abusadores de niños adoradores de Satanás contra quienes Trump estaba luchando en secreto.    Un cliente de su negocio recordó haber dejado de ser cliente en 2020 después de que Babbitt le lanzó una perorata política por teléfono. 
Babbitt estuvo muy activa en Twitter con su usuario @CommonAshSense donde publicaba retuits, frecuentemente de mensajes de figuras conservadoras y de derecha como Michael Flynn y Jack Posobiec y páginas de noticias conservadores como Right Side Broadcasting .  Según Marc-André Argentino, un investigador que investigó QAnon y otros grupos extremistas, Babbitt no era "una líder ni una persona influyente de importancia dentro del movimiento QAnon" y no participaba en la venta de mercancías de QAnon. No obstante, había tuiteado con frecuencia sobre dicha teoría de conspiración desde febrero de 2020. 
Después de las elecciones, Babbitt rechazó los resultados y comenzó a apoyar el movimiento "Stop the Steal".  El 1 de enero de 2021, Babbitt anunció planes de viajar a Washington D. C. 

Una creencia central de los miembros de QAnon es que Trump estaba planeando una masiva operación encubierta contra la "camarilla", con arrestos masivos de miles de miembros de la camarilla que tendrían lugar en un día conocido como "La Tormenta".   El 5 de enero de 2021, el día antes del asalto al Capitolio, Babbitt tuiteó:
Nada puede pararnos.... Pueden intentar e intentar, pero la tormenta está aquí y descenderá sobre DC en menos de 24 horas... de oscuridad a claridad.... 
El 6 de enero, antes de su llegada al Capitolio, Babbitt retuiteó mensajes del abogado de Trump y promotor de QAnon, L. Lin Wood, exigiendo que el vicepresidente Mike Pence, el fiscal general adjunto Rod Rosenstein y el presidente del Tribunal Supremo, John Roberts, dimitieran y que se presentaran cargos contra Pence y Rosenstein.   

## El tiroteo durante el ataque al Capitolio
A las 2:44 p. m., las fuerzas policiales intentaban "defender dos frentes" ante la Cámara de Representantes y "muchos miembros [del Congreso] y personal que estaban en peligro en ese momento".   Se descubrieron bombas caseras frente al Comité Nacional Demócrata y al Comité Nacional Republicano,   y se advirtió a los agentes de la Policía del Capitolio que muchos atacantes portaban armas ocultas. 
Babbitt, que llevaba una bandera de Trump como capa, estaba entre varias docenas de alborotadores que se acercaron a las puertas de acceso al vestíbulo de acceso a la Cámara de Representantes.   Tres agentes en uniforme estaban puestos fuera del vestíbulo, donde fueron amenazados por la multitud. Un miembro de la multitud gritó: "A la mierda el azul" (el azul siendo una referencia a la policía). Un oficial que protegía las puertas dijo a los demás: "Están listos para atacar", y los tres policía se alejaron de las puertas barricadas.  Ya sin el impedimento de la policía, un alborotador, Zachary Jordan Alam, rompió una ventana junto a las puertas.   En el otro lado de esas puertas, muchos legisladores y personal estaban siendo evacuados por la Policía del Capitolio,  pero algunos quedaron atrapados en una galería de la Cámara. 
Después de varios gritos de "tiene un arma" cuando el teniente Michael Byrd apuntó con su arma,  Babbitt, izada por dos hombres,  empezó a trepar por la ventana rota. El teniente Byrd   le disparó en el hombro izquierdo  y Babbitt se cayó hacia atrás entre los demás manifestantes.  Se había advertido a Babbitt que no atravesara la ventana: un testigo recordó que "varios policías y el Servicio Secreto decían: '¡Atrás! ¡Abajo! ¡Apártate del camino!'; [Babbitt] no les hizo caso." 
Muchos alborotadores inmediatamente comenzaron a abandonar la zona, dejando espacio para que un equipo de respuesta de emergencia de la Policía del Capitolio entrara y administrara ayuda, y Babbitt fue transportada al  hospital Washington Hospital Center, donde luego murió. Tenía 35 años.  Algunos informes de los medios describieron a Babbitt como "desarmada" en el momento del tiroteo;   según un informe de un examen de la escena del crimen realizado por el Departamento de Ciencias Forenses de DC el 11 de enero de 2021, la policía "recuperó una navaja plegable de la marca 'Para Force' en el bolsillo del pantalón de la Srta. Babbitt" después de que le dispararon.     
El representante Markwayne Mullin (republicano de Oklahoma), testigo del intento de Babbitt, dijo que al teniente Byrd "no le quedó otra opción" que disparar y que su acción "salvó vidas".  
El tiroteo fue grabado con varias cámaras y las imágenes fueron circuladas ampliamente.  John Earle Sullivan, uno de las personas que grabaron el tiroteo, fue arrestado por su papel en el ataque.  Zachary Alam también fue arrestado por su papel en el ataque.  